# 遠軽駅
遠軽駅（えんがるえき）は、北海道紋別郡遠軽町岩見通南1丁目にある、北海道旅客鉄道（JR北海道）石北本線の駅である。電報略号はエン。事務管理コードは▲122520。駅番号はA50。遠軽町の代表駅であり、歴史的な経緯から平面スイッチバック構造であることもあり、全ての列車が停車する。

## 歴史

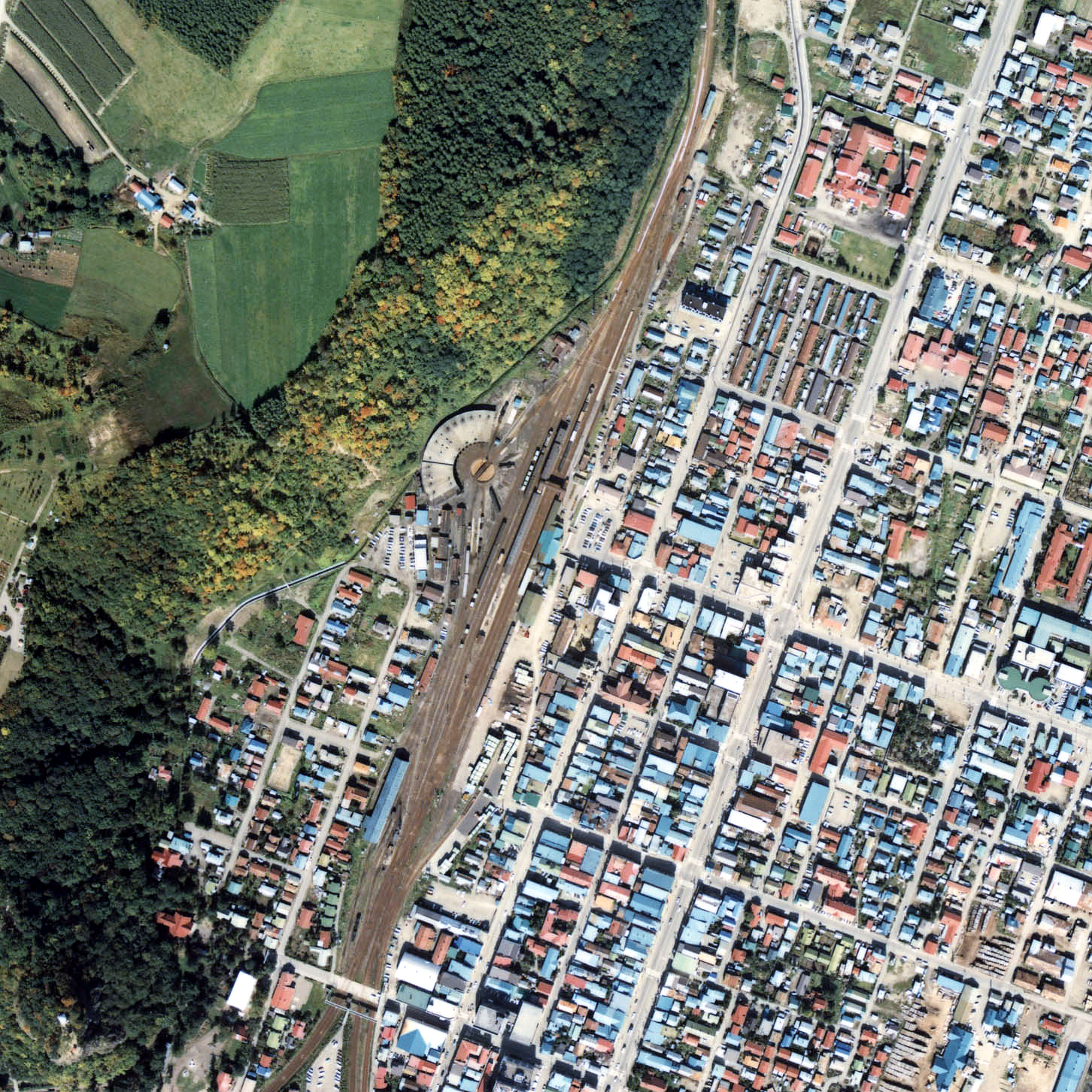
1977年の遠軽駅と周囲約850m範囲。上が名寄本線紋別方面、下左が石北本線旭川方面、下右が石北本線網走方面。国鉄型配線の2面3線とその間に待避線、外側に多数の留置線を持つ。駅裏には扇形車庫と転車台を持つ機関区が現役で残っており、DE10/DE15らしき姿と気動車の姿が見える。駅舎横の貨物ホームの他に、南側にコンテナヤードが設けられている。

国鉄湧別軽便線の駅として開業。1932年の石北線（のち石北本線）開業に伴い、湧別線遠軽 - 中湧別間が名寄本線に、野付牛 - 遠軽間が石北線に編入され、石北本線の列車が当駅で折り返す運行形態が主流になった。以後石北本線と名寄本線の分岐する鉄道の要衝となったが、1989年に名寄本線が廃止され、石北本線のスイッチバックだけの駅になっている。

### 年表
- 1915年（大正4年）11月1日：鉄道院湧別軽便線下生田原（現在の安国） - 社名淵（のちの開盛）間開業にともない開設[7]。一般駅[2]。
- 1916年（大正5年）11月7日：軌間762mmから1067mmへ構内改軌[7]。
- 1927年（昭和2年）10月10日：石北東線当駅 - 丸瀬布間開業[7]。渚滑機関庫遠軽分庫設置。
- 1930年（昭和5年）6月1日：遠軽機関分庫廃止。
- 1931年（昭和6年）4月頃：湧別川流送木材の西町陸揚網場より当駅裏土場まで馬車鉄道の「遠軽共同軌道」敷設[8]。
- 1932年（昭和7年）10月1日：当駅 - 下生田原間が石北線、開盛 - 当駅間が名寄本線となる[7]。遠軽機関庫設置[9]。
- 1934年（昭和9年）：駅舎改築[8]。
- 1937年（昭和12年）12月：北見鉄道公安室遠軽出張所設置。
- 1939年（昭和14年）6月：北見鉄道公安室遠軽鉄道公安派出所に改組。
- 1949年（昭和24年）6月1日：日本国有鉄道に移管。
- 1950年（昭和25年）2月：北見客貨車区遠軽支区設置。
- 1954年（昭和29年）8月12日：旭川市から北見市に向かう昭和天皇、香淳皇后のお召し列車が停車。駅前奉迎が行われた[10]。
- 1961年（昭和36年）4月1日：石北線が石北本線に改称される。
- 1967年（昭和42年）10月1日：コンテナ基地設置[11]。
- 1974年（昭和49年）3月7日：みどりの窓口営業開始[12]。
- 1976年（昭和51年）2月：北見鉄道公安室遠軽鉄道公安派出所廃止。
- 1981年（昭和56年）5月：手荷物取扱を鉄道荷物株式会社に委託する。
- 1984年（昭和59年）2月1日：貨物取扱廃止[2][7]。
- 1985年（昭和60年）3月14日：荷物取扱廃止[2]。
- 1987年（昭和62年）
  - 4月1日：国鉄分割民営化により北海道旅客鉄道（JR北海道）に継承[7]。
  - 4月：遠軽駅トラベルセンター設置。
- 1989年（平成元年）5月1日：名寄本線廃止[4]。
- 1994年（平成6年）2月：信号取扱所を中ホーム輸送本部から駅本屋へ移転。
- 2015年（平成27年）
  - 11月1日：開駅100周年を迎える。
  - 11月30日：キヨスクが閉店。
- 2022年（令和4年）度：話せる券売機を設置[JR北 1]。

### 駅名の由来

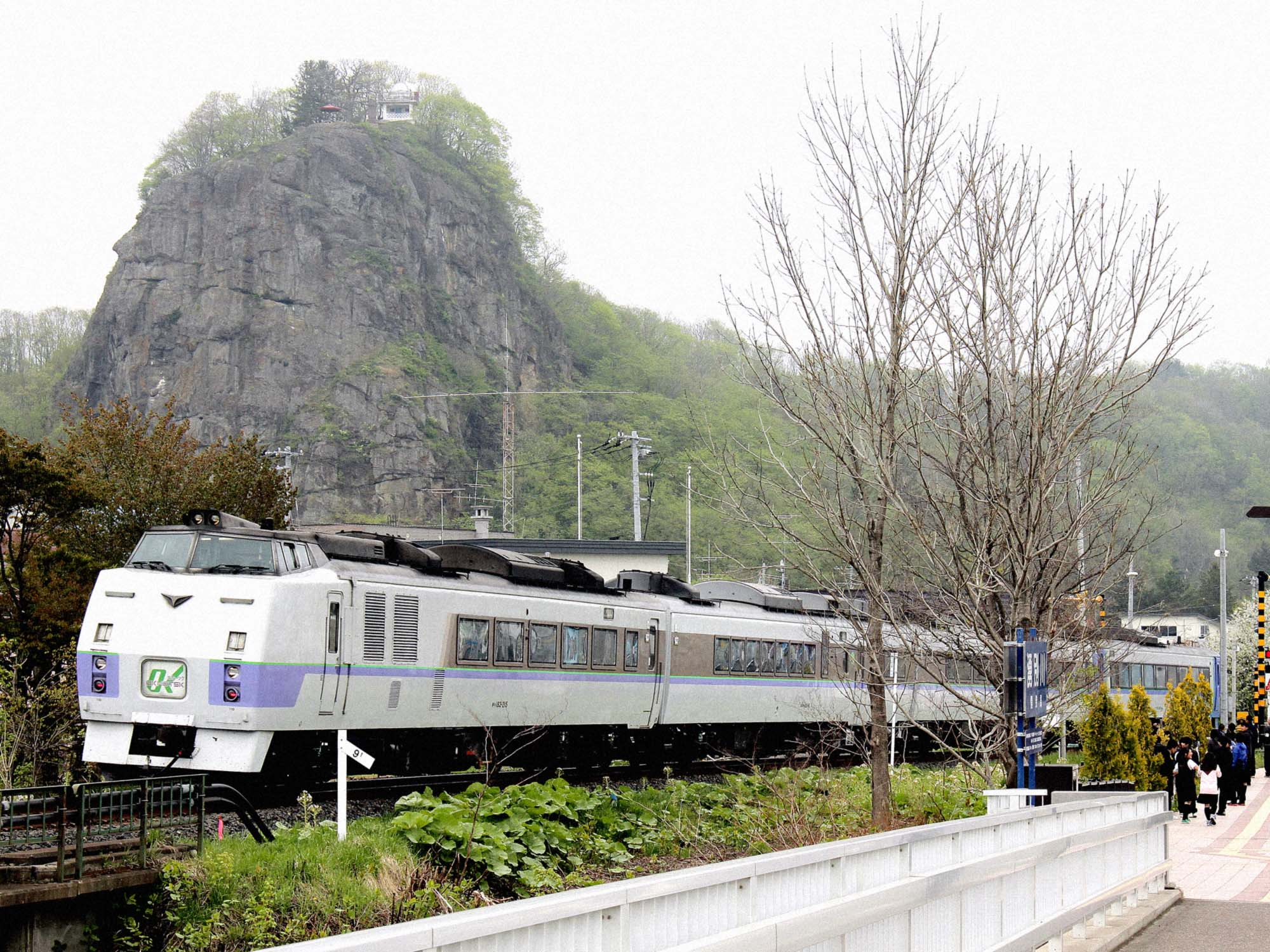
瞰望岩のふもとを走る特急オホーツク

所在地名より。現在の瞰望岩（がんぼういわ）を指していたアイヌ語の「インカラウシイ（インカルシ）」（眺める・いつもする・所）に由来する。

## 駅構造

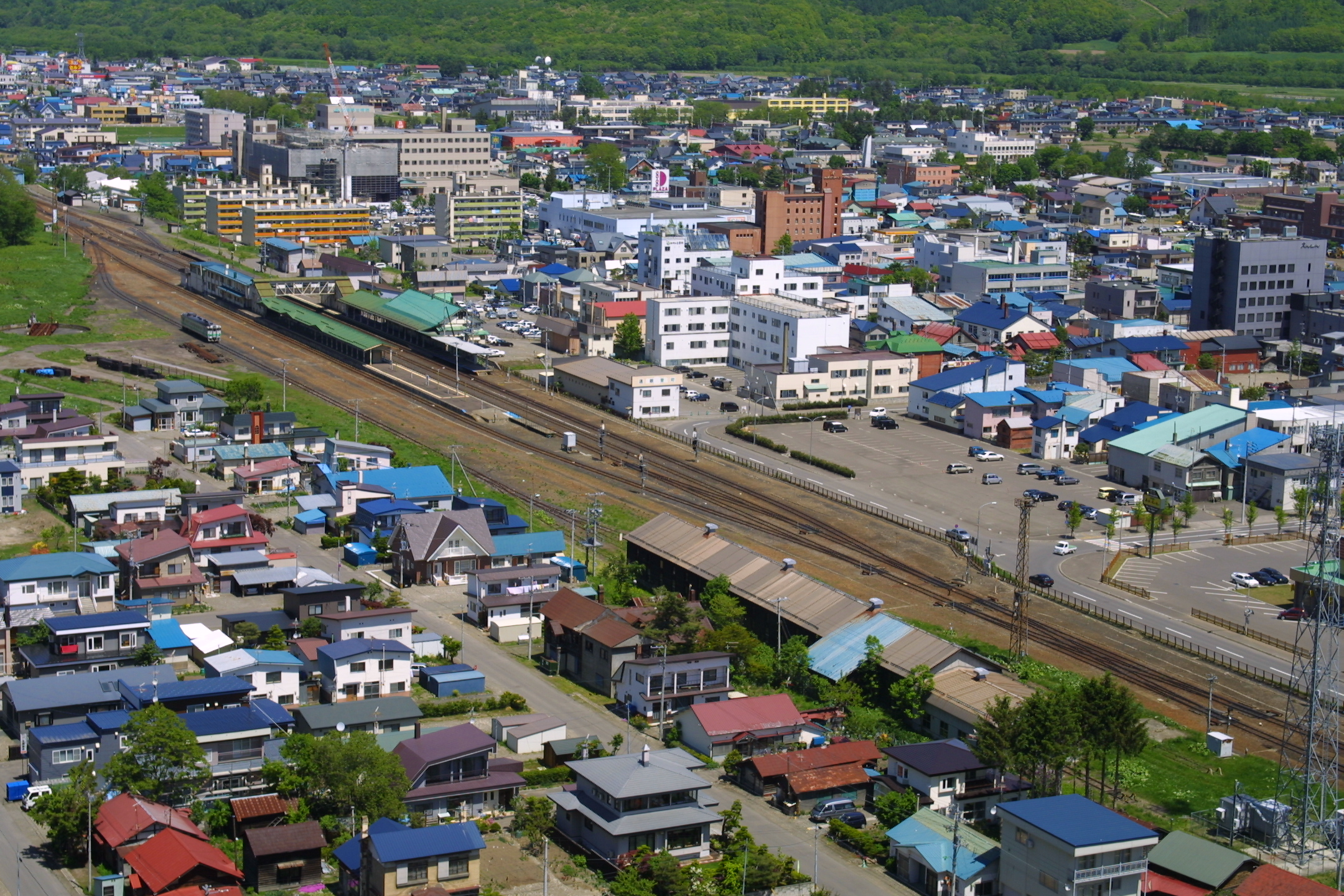
駅全体を望む（2004年）。画面左端に遠軽機関区時代の転車台が見える。手前の駐泊庫はのち撤去され現存しない

単式ホーム1面1線（1番のりば）、島式ホーム1面2線（2番・3番のりば）、計2面3線を有する地上駅。1番のりばと2番のりばの間に中線が1本あり、冬季に季節運転される貨物列車が使用している（ただし、出発信号機に進路表示機がないため旭川方面出発時のみ）。
社員配置駅。みどりの窓口、話せる券売機がある。営業担当社員が不在の早朝・夜間は営業上無人駅扱いとなるが、信号扱いを行う輸送担当社員は終日配置されている。
列車は大半が1番のりばを使用するが、上り普通列車は2番のりば、下り普通列車の一部は3番のりばを使用する。2007年（平成19年）10月1日ダイヤ改正までは当駅で特急列車同士の行き違いが行われ、下り列車が2番のりばを使用していた。出発信号機は旭川方面と北見方面で方向の指示が出る進路表示機があるが、中線は進路表示機がなく、旭川方面に固定されている。ホーム間の移動は跨線橋を使う。名寄本線廃止前は1番のりばホームの湧別方の反対側に0番のりばが存在し、名寄本線の列車が折り返し運転に使用していた。ホームには国鉄時代から使用している内照式の乗り場案内板を用いて旭川・札幌方面と北見・網走方面の2方向別に番線のみの案内表示を行っており、名寄線廃止後も「紋別・名寄方面」の欄が不点灯のまま残されている。
駅構内に隣接して北見運転所遠軽派出所（旧遠軽機関区）跡地がある。扇形庫などかつての施設はほぼすべて撤去され、転車台のみが現存する。
ホーム上の売店（岡村弁当店経営）廃止後も駅舎内に北海道キヨスク運営の売店、駅舎名寄方に立ち食いそば・うどん店の「北一そば屋」が営業していたが、北海道キヨスクは2015年11月、北一そば屋は2019年5月にそれぞれ閉店した。その後、立ち食いそばの「北一そば」についてはクラウドファンディングにより2025年4月に営業を再開することとなった（4月9日にプレオープン、4月25日から本営業）。

### のりば
| 番線 | 路線      | 方向 | 行先           |
| ---- | --------- | ---- | -------------- |
| 1    | ■石北本線 | 下り | 北見・網走方面 |
| 1    | ■石北本線 | 上り | 旭川・札幌方面 |
| 2    | ■石北本線 | 上り | 旭川方面       |
| 3    | ■石北本線 | 下り | 北見・網走方面 |

- 特急「オホーツク」「大雪」および特別快速「きたみ」は1番線

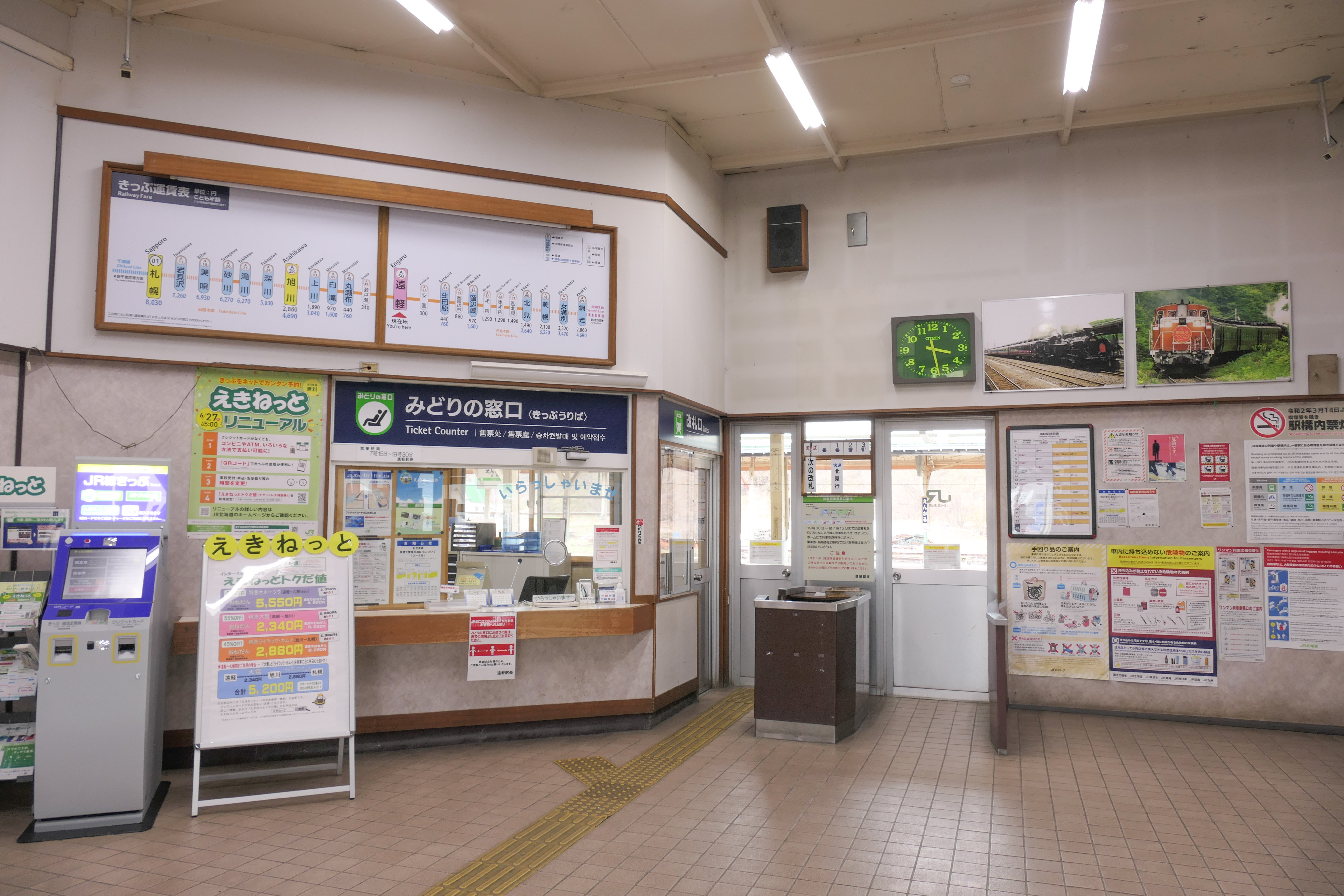
みどりの窓口と改札口（2021年5月）
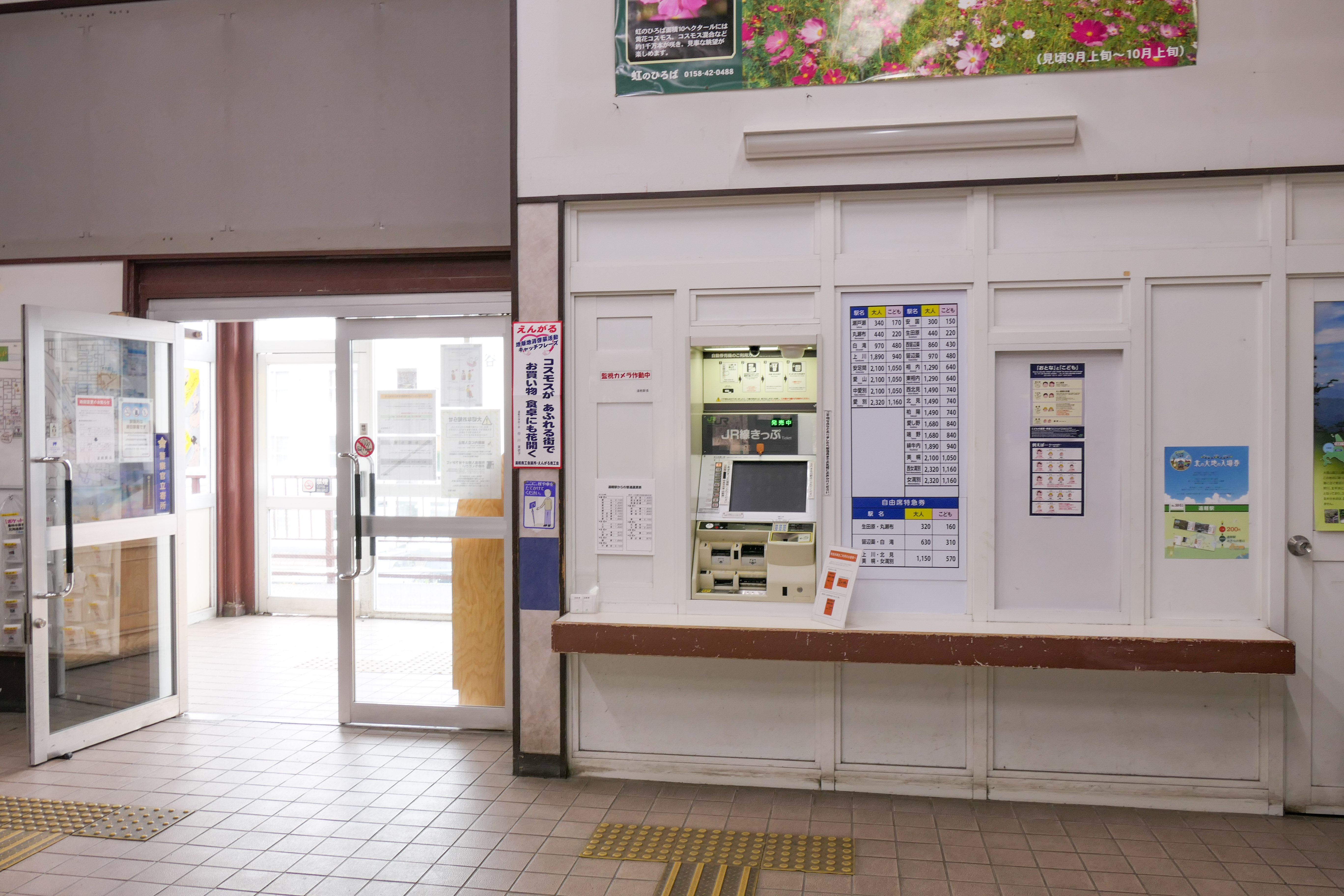
駅舎入口と切符券売機（2021年5月）
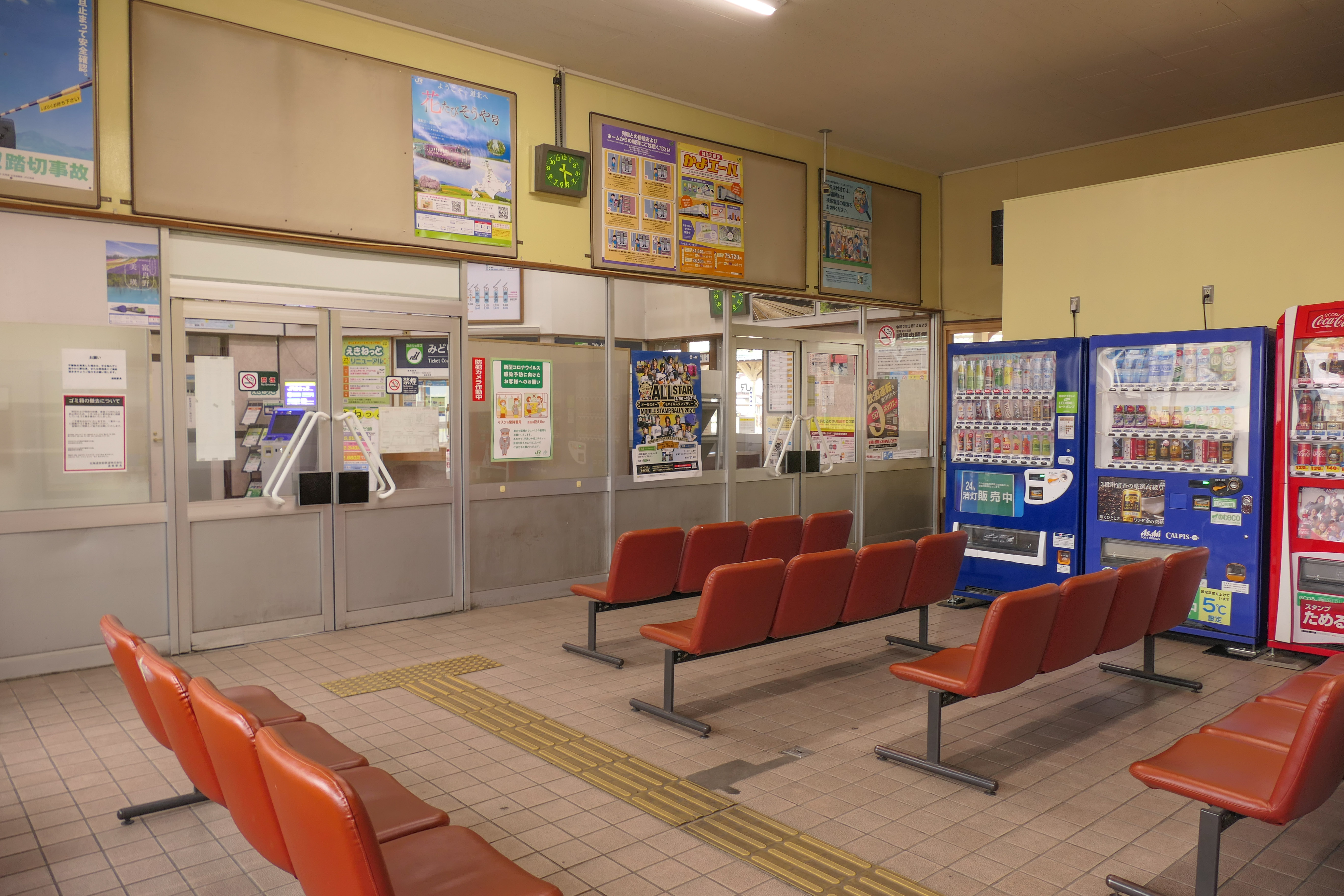
待合室（2021年5月）
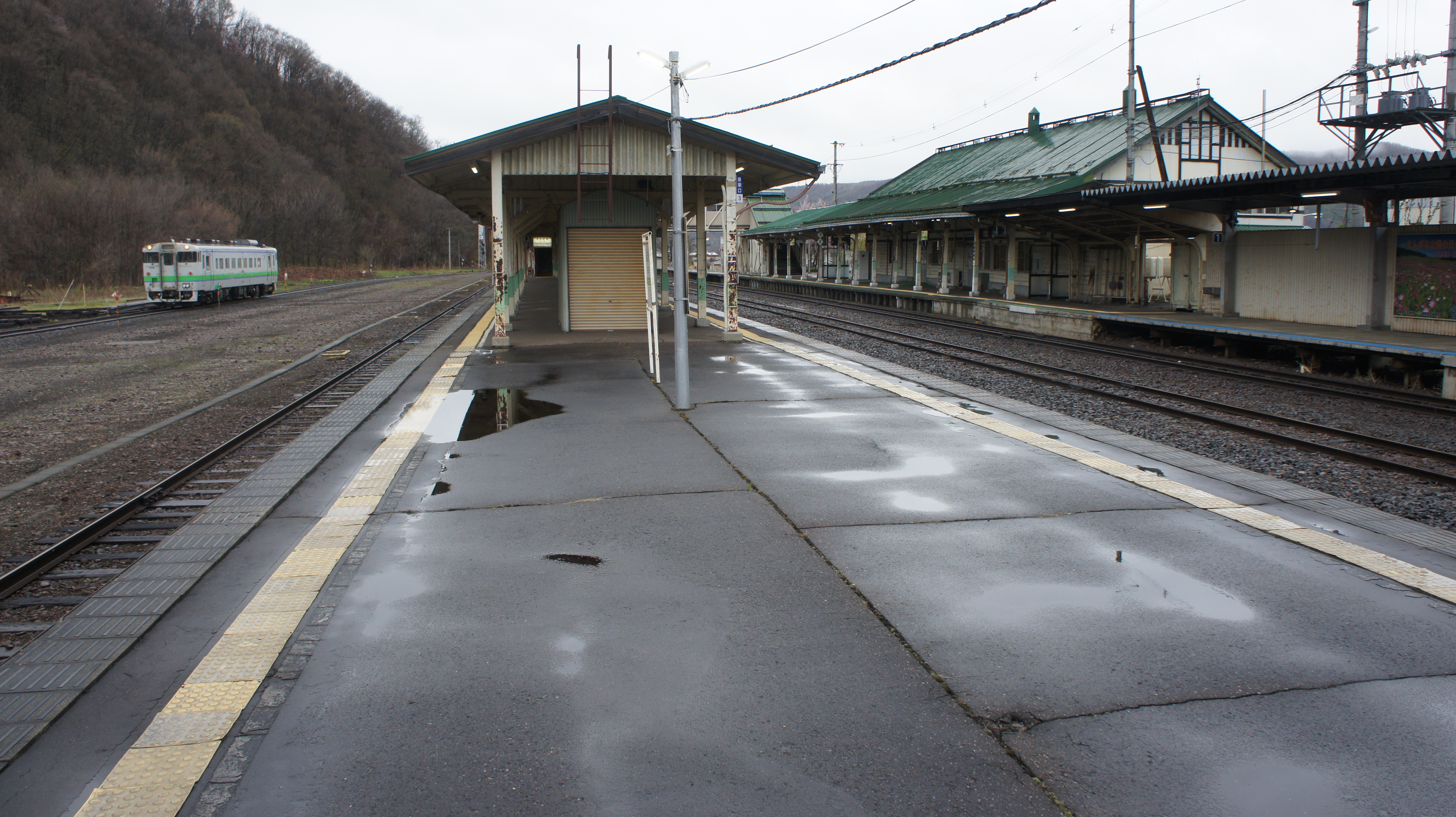
ホーム全景（2018年5月）
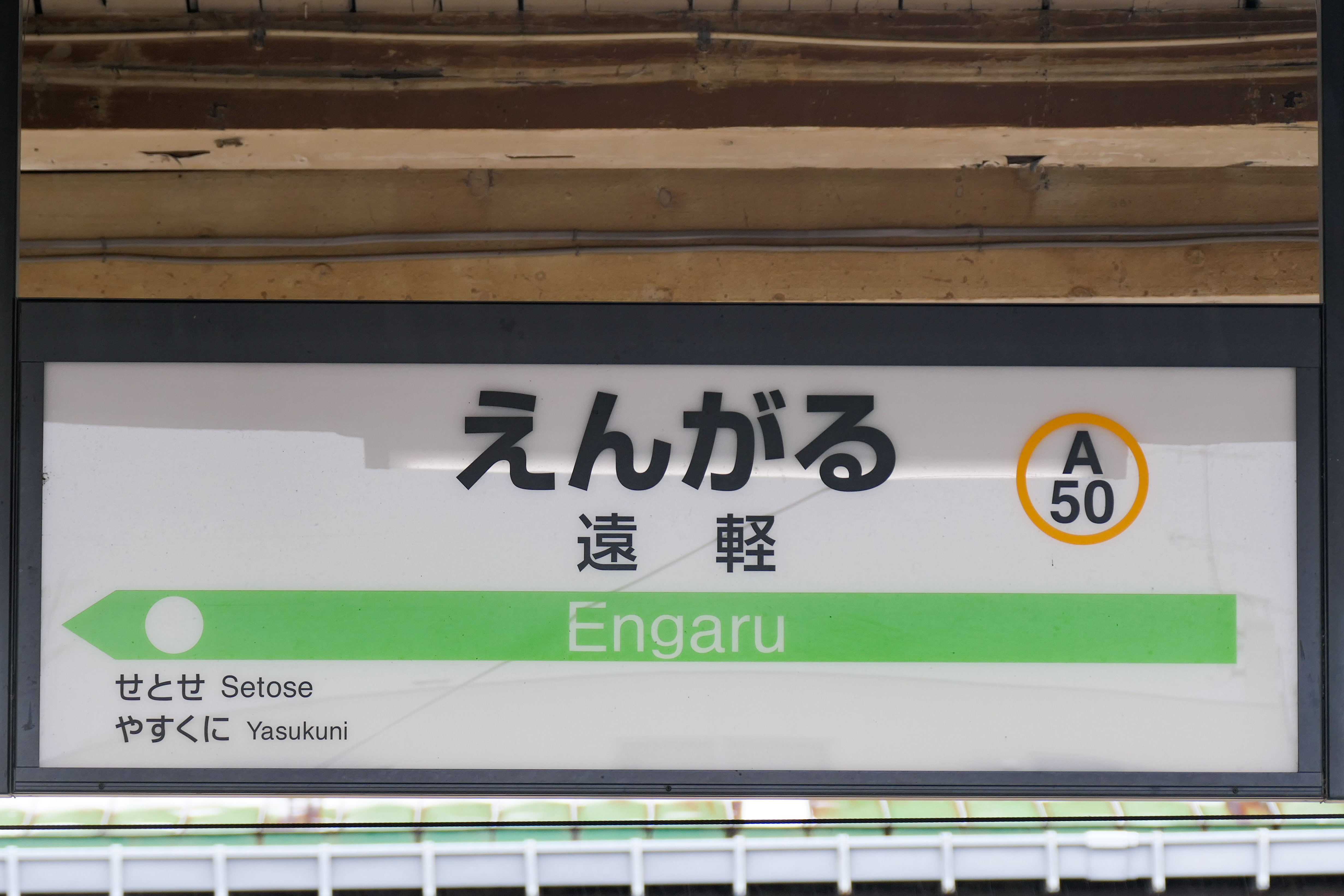
駅名標（2021年5月）

## かつて発売されていた駅弁
- かにめし[16]（有限会社岡村べんとう屋）

2015年3月まで約50年間にわたり販売。当初はケガニ、のちタラバガニとズワイガニを使用。近年は一部を除く特急列車停車時の立ち売りおよび車内販売を行っていた。網走方面行きの下り列車は上川駅、札幌方面行きの上り列車は北見駅到着までに、客室乗務員へ予約すれば車内販売で受け取ることができた。
岡村べんとう屋は大正時代、中湧別駅の駅弁店として開業。石北線開通後、遠軽駅に営業を移し、かつてはホーム上の売店営業も手がけていた。岩見通南1丁目の店舗火災で2011年10月に休業したものの、2012年7月10日に営業を再開。しかし特急オホーツク号の車内販売終了を受け、2015年3月31日を最後に販売を終え閉店した。戦後の一時期は、地場のビートを煮詰めて甘味としたワッフルも販売していた。

## 利用状況
乗車人員の推移は以下のとおり。年間の値のみ判明している年については、当該年度の日数で除した値を括弧書きで1日平均欄に示す。乗降人員のみが判明している場合は、1/2した値を括弧書きで記した。
また、「JR調査」については、当該の年度を最終年とする過去5年間の各調査日における平均である。
| 年度               | 乗車人員 | 乗車人員 | 乗車人員 | 出典               | 備考 |
| 年度               | 年間     | 1日平均  | JR調査   | 出典               | 備考 |
| ------------------ | -------- | -------- | -------- | ------------------ | ---- |
| 1978年（昭和53年） |          | 1,403    |          | [ 20 ]             |      |
| 2006年（平成18年） | 107,700  | (295.1)  |          | [ * 2 ]            |      |
| 2007年（平成19年） | 103,200  | (282.0)  |          | [ * 2 ]            |      |
| 2008年（平成20年） | 100,400  | (275.1)  |          | [ * 3 ]            |      |
| 2009年（平成21年） | 98,600   | (270.1)  |          | [ * 4 ]            |      |
| 2010年（平成22年） | 94,900   | (260.0)  |          | [ * 5 ]            |      |
| 2011年（平成23年） | 100,700  | (275.1)  |          | [ * 5 ]            |      |
| 2012年（平成24年） | 98,600   | (270.1)  |          | [ * 5 ]            |      |
| 2013年（平成25年） | 96,000   | (263.0)  |          | [ * 6 ]            |      |
| 2014年（平成26年） | 92,700   | (254.0)  |          | [ * 6 ]            |      |
| 2015年（平成27年） | 88,900   | (242.9)  |          | [ * 6 ]            |      |
| 2016年（平成28年） | 77,400   | (212.1)  | 206.2    | [ JR北 2 ] [ * 7 ] |      |
| 2017年（平成29年） | 73,000   | (200.0)  | 197.2    | [ JR北 3 ] [ * 7 ] |      |
| 2018年（平成30年） | 67,200   | (184.1)  | 169.2    | [ JR北 4 ] [ * 7 ] |      |
| 2019年（令和元年） | 67,700   | (185.0)  | 149.8    | [ JR北 5 ] [ * 8 ] |      |
| 2020年（令和02年） | 45,300   | (124.1)  | 139.6    | [ JR北 6 ] [ * 1 ] |      |
| 2021年（令和03年） | 42,700   | (117.0)  | 132.0    | [ JR北 7 ] [ * 1 ] |      |
| 2022年（令和04年） | 43,400   | (118.9)  | 126.0    | [ JR北 8 ] [ * 1 ] |      |
| 2023年（令和05年） |          |          | 122.4    | [ JR北 9 ]         |      |

## 駅周辺
北海道道333号遠軽停車場線沿いには商店や食堂などが並び、国道242号および北海道道244号遠軽芭露線沿いに銀行や警察署など公共施設が点在する。
- 遠軽町役場
- 遠軽町芸術文化交流プラザ
- ホテルサンシャイン
- 北海道北見バス遠軽営業所（遠軽ターミナル）
- 遠軽警察署駅前交番
- 遠軽郵便局
- 遠軽信用金庫本店
- 北洋銀行遠軽支店
- 北海道労働金庫遠軽出張所
- えんゆう農業協同組合（JAえんゆう）遠軽支所
- 太陽の丘えんがる公園（瞰望岩）
- 日本キリスト教会遠軽教会堂
- 北海道遠軽高等学校

## バス路線

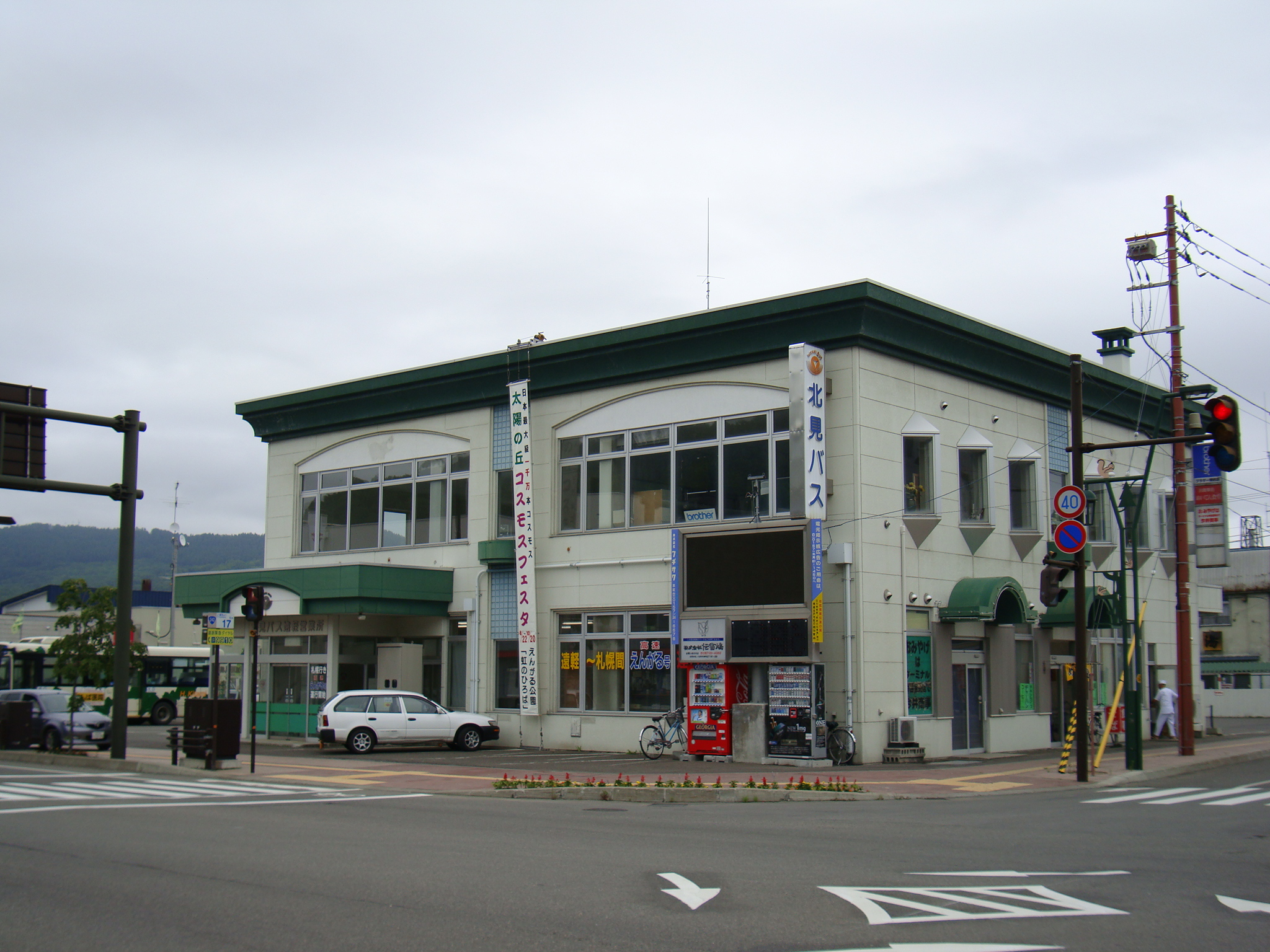
北海道北見バス遠軽営業所
（遠軽ターミナル）

路線詳細はバス事業者記事・バス路線記事を参照。
北海道北見バス、遠軽町営バス
北海道北見バス遠軽営業所（遠軽ターミナル）に発着。両者による遠軽町内路線、北海道北見バスおよび共同運行・相互乗り入れ会社による湧別町・紋別市方面への名寄本線廃止代替路線と旭川市・札幌市方面への高速バスが運行される。
佐呂間町ふれあいバス
遠軽厚生病院に発着。佐呂間町へ運行する。

## 隣の駅
北海道旅客鉄道（JR北海道）
■石北本線

■普通
瀬戸瀬駅 (A49) - *新栄野駅 - 遠軽駅 (A50) - 安国駅 (A51)
*打消線は廃駅

### かつて存在した路線
北海道旅客鉄道（JR北海道）
名寄本線
北遠軽駅 - 遠軽駅